# Българско средно общообразователно училище „Христо Ботев“ (Братислава)
Българското средно общообразователно училище „Христо Ботев“, съкратено БСОУ, е българско държавно училище в Братислава, Словакия.
Възниква в отговор на потребностите от образование на български език за децата на множеството българи в Словакия. Днес в него получават своето образование както български деца, така и ученици, чийто приоритет е обучение на високо ниво и реализация в живота като пълноценни европейски граждани.
Уникално е по своята същност училище, чието функциониране се осигурява и от Република България, и от Република Словакия. През 2008 г. в класацията по успешност на Университет „Ян Коменски“ в Братислава Българското училище е на 17-о място сред 566 словашки училища, а през 2014 г. по данни на НУЦЕМ (орган на образованието в Република Словакия) БСОУ е на 2-ро място сред 223 гимназии по успешност на държавни зрелостни изпити..

## История
Училището е основано през 1948 г., първоначално създадено като основно. От 1995 г. е включено в мрежата на словашките училища.

## Условия
Обучението се провежда на български език. Изучават се български език и литература, история, география, езици, изкуство. На учениците, завършили даден клас, етап или образователна степен, училището издава удостоверения, свидетелства или диплома на български език, както и съответните документи на словашката образователна система, даващи им право да продължат образованието си в словашки учебни заведения.